# Тикопиа (язык)
Тикопиа — обособленный полинезийский язык, распространённый на острове Тикопиа провинции Темоту Соломоновых Островов. Язык родственен языку Анута, который распространён на соседнем острове Анута. Также язык распространён среди полинезийцев острова Ваникоро.
Согласно информации различных лингвистов, язык принадлежит к самоанской ветви. Некоторые также считают, что языки тикопиа и анута являются диалектами одного языка.

## История
Из-за своего удаленного и изолированного местоположения, тикопиа имел мало контактов с другими народами вплоть до XX века. Иногда носители посещали другие острова, но эти путешествия были ограничены большими расстояниями и большими опасностями, связанными с плаванием на каноэ в океане.
Контакты западных жителей острова возникали нерегулярно с начала XIX века, но в 1927 году, когда Ферт проводил свои первые полевые работы на острове Тикопиа, местная культура в основном сохранилась в неизменном виде. Основными посредниками были сначала миссионеры, а затем вербовщики рабочей силы. К 1950-м годам все жители Тикопиа приняли христианство, и большинство местных ритуальных обрядов были отменены. Большая часть образа жизни тикопийцев осталась нетронутой, но влияние западных народов распространялось на протяжении всего двадцатого столетия.

## Фонология

### Согласные звуки
В языке 12 согласных фонем: [f], [k], [l]/[r], [m], [n], [p], [s], [t], [v], [w], [ŋ] ⟨ng⟩, [ʔ]. Лингвисты до сих пор не могут прийти к соглашению, используется в языке звук [r] или [l]. К примеру лингвист Самуэль Элберт считает, что в языке используется [l], поскольку остров Тикопиа был самоанской колонией и на него сильно повлиял самоанский язык. Согласно информации Раймонда Ферта, в словаре 1834 года, составленным Дюмоном д’Юрвиллем, включающим 235 слов языка тикопиа, в 50 используется буква ⟨r⟩, и лишь в 15 используется ⟨l⟩. Кроме того, по Ферту, фонема [l] редко встречается в речи носителей тикопиа.

### Гласные звуки
В языке используются пять гласных фонем: [a], [e], [i], [o], [u]. Длина гласных соответствует длине согласных звуков. Обычно для обозначения долгого гласного лингвисты используют макрон (диакритический знак, длинная черта над гласным), однако в тикопиа долгота никак не обозначается.

## Грамматика
Типология порядка слов в языке — SVO (субъект-глагол-объект), однако иногда также используется VSO (глагол-субъект-объект).
В тикопиа используется частичная редупликация глагола для обозначения множественного числа.

## Лексика
Заимствованные слова в языке тикопиа взяты, в основном, из языков анута, мота, гавайского, а также английского. Из английского языка заимствованы в том числе слова pakutini (pumpkin с англ. — «тыква»), atamole (watermelon с англ. — «арбуз»), rais (rice с англ. — «рис»), piksha (picture с англ. — «картина») и другие.